# 秋乕太郎

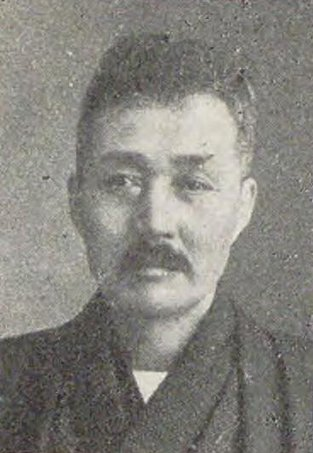
秋乕太郎

秋 乕太郎（あき とらたろう、1865年12月31日（慶応元年11月14日） – 1922年（大正11年）12月15日）は、衆議院議員（憲政会）。秋虎太郎とも書く。

## 経歴
下総国葛飾郡関宿町（千葉県東葛飾郡関宿町を経て現野田市）で関宿藩士秋汲平の子として生まれる。明倫学舎と紫溟学舎で学んだ。小学校教員や新聞記者を経て、1890年（明治23年）、本郷区会議員に当選。以後、連続当選を重ね、議長にも就任した。1891年（明治24年）には東京府会議員に当選し、1896年（明治29年）には東京市会議員に、当選した。
1920年（大正9年）、第14回衆議院議員総選挙に出馬し、当選した。
その他、禅徒生命保険株式会社取締役、東京医学講習所（現在の東京医科大学）主幹などを務めた。